# Liste der Staatsfische der Bundesstaaten der Vereinigten Staaten
Dies ist eine Liste der offiziellen und inoffiziellen Staatsfische der Bundesstaaten der Vereinigten Staaten. Diese Tierarten gelten als bundesstaatliche Wahrzeichen in den jeweiligen Bundesstaaten der Vereinigten Staaten:
| Bundesstaat    | Staatsfisch deutscher Name wenn vorhanden, ansonsten lateinischer | Jahr      | Bemerkung                       |
| -------------- | ----------------------------------------------------------------- | --------- | ------------------------------- |
| Alabama        | Forellenbarsch Tarpune                                            | 1975 1955 | Süßwasser Salzwasser            |
| Alaska         | Königslachs                                                       | 1962      |                                 |
| Arizona        | Apacheforelle                                                     | 1986      |                                 |
| Colorado       | Cutthroat-Forelle                                                 | 1955      |                                 |
| Connecticut    | Amerikanischer Maifisch                                           | 2003      |                                 |
| Delaware       | Cynoscion regalis                                                 | 1981      |                                 |
| Florida        | Forellenbarsch Centropomus undecimalis                            | 1975      | Süßwasser Salzwasser            |
| Georgia        | Forellenbarsch                                                    | 1970      |                                 |
| Hawaii         | Diamant-Picassodrücker                                            | 1985      |                                 |
| Idaho          | Cutthroat-Forelle                                                 | 1990      |                                 |
| Illinois       | Blauer Sonnenbarsch                                               | 1991      |                                 |
| Kalifornien    | Goldforelle Garibaldi-Fisch                                       | 1947 1995 | Süßwasser Salzwasser            |
| Kentucky       | Gepunkteter Barsch                                                | 1995      |                                 |
| Kansas         | Getüpfelter Gabelwels                                             | 1995      |                                 |
| Louisiana      | Seebarsch Cynoscion nebulosus                                     | 1993 2001 | Süßwasser Salzwasser            |
| Maine          | Atlantischer Lachs                                                | 1969      |                                 |
| Maryland       | Morone saxatilis                                                  | 1965      |                                 |
| Massachusetts  | Kabeljau                                                          | 1974      |                                 |
| Michigan       | Bachsaibling                                                      | 1988      |                                 |
| Minnesota      | Amerikanischer Zander                                             | 1965      |                                 |
| Mississippi    | Forellenbarsch                                                    | 1974      |                                 |
| Montana        | Cutthroat-Forelle                                                 | 1977      |                                 |
| Nebraska       | Getüpfelter Gabelwels                                             | 1997      |                                 |
| Nevada         | Cutthroat-Forelle                                                 | 1991      |                                 |
| New Hampshire  | Morone saxatilis Bachsaibling                                     | 1994      | Salzwasser, Wildfisch Süßwasser |
| New Mexico     | Cutthroat-Forelle                                                 | 1955      |                                 |
| New York       | Bachsaibling                                                      | 1988      |                                 |
| North Carolina | Seebarsch Bachsaibling                                            | 1971      | Salzwasser Wildfisch            |
| North Dakota   | Europäischer Hecht                                                | 1969      |                                 |
| Oklahoma       | Seebarsch                                                         | 1974      |                                 |
| Oregon         | Königslachs                                                       | 1961      |                                 |
| Pennsylvania   | Bachsaibling                                                      | 1970      |                                 |
| Rhode Island   | Morone saxatilis                                                  | 2000      |                                 |
| South Carolina | Morone saxatilis                                                  | 1939      |                                 |
| South Dakota   | Amerikanischer Zander                                             | 1982      |                                 |
| Tennessee      | Schwarzbarsch Getüpfelter Gabelwels                               | 1988 2005 | „Sportfisch“ „Handelsfisch“     |
| Texas          | Guadalupe-Barsch Micropterus treculii                             | 1989      |                                 |
| Utah           | Cutthroat-Forelle                                                 | 1997      |                                 |
| Vermont        | Bachsaibling Amerikanischer Zander                                | 1978 1978 | Kaltwasser Warmwasser           |
| Virginia       | Bachsaibling Morone saxatilis                                     | 2011 2011 | Wildfisch Salzwasser            |
| Washington     | Regenbogenforelle                                                 | 1969      |                                 |
| West Virginia  | Bachsaibling                                                      | 1973      |                                 |
| Wisconsin      | Muskellunge                                                       | 1955      |                                 |
| Wyoming        | Cutthroat-Forelle                                                 | 1987      |                                 |